# ساندرا أغيلار
ساندرا أغيلار (بالإسبانية: Sandra Aguilar)‏ هي لاعبة جمباز إيقاعي إسبانية، ولدت في 9 أغسطس 1992 في مدريد في إسبانيا.

## وصلات خارجية
- ساندرا أغيلار على موقع الاتحاد الدولي للجمباز (licence) (الإنجليزية)
- ساندرا أغيلار على موقع الاتحاد الدولي للجمباز (biography) (الإنجليزية)
- ساندرا أغيلار على موقع اللجنة الأولمبية الدولية (الإنجليزية)
- ساندرا أغيلار على موقع أوليمبيديا (الإنجليزية)
- ساندرا أغيلار على موقع اللجنة الأولمبية الإسبانية (الإسبانية)